# La Bonne Moitié
La Bonne Moitié est une pièce de théâtre de Romain Gary publiée le 9 février 1979 aux éditions Gallimard.
Toute sa vie, Romain Gary s’est rêvé en homme de théâtre. Inspirée en partie de son roman Le Grand Vestiaire (1949), remaniée durant une trentaine d’années, La Bonne Moitié (1979) est pourtant l’une des deux seules pièces publiées de son vivant.
À la fin de la Seconde Guerre mondiale, quatre adolescents orphelins ont été recueillis par un vieil homme engagé dans la Résistance. Mais quand ces derniers découvrent que leur protecteur est aussi un traître ayant collaboré avec la Gestapo, ils se trouvent confrontés à un dilemme : doivent-ils dénoncer le vieil homme ou l’aider à s’enfuir ? Puisqu’il a œuvré en partie pour la Résistance, sa « bonne moitié » peut-elle suffire à l’exonérer de la « mauvaise » ?
Face à ses juges improvisés, l’accusé n’est pas seulement un individu appelé à rendre compte d’actes personnels, il est aussi le représentant de l’humanité tout entière, avec ce qu’elle comporte de foncièrement mauvais et d’inhumain.
La pièce est montée pour la toute première fois en 2024 au Théâtre Auguste à Paris par le collectif théâtral I L V É C U R sous la direction de Johana Bacry. 

## Éditions
- La Bonne Moitié, éditions Gallimard, 1979,  (ISBN 2070286703)